# Joakim Olausson
Joakim Olausson (Göteborg, 14 april 1995) is een Zweeds voetballer die bij voorkeur als centrale middenvelder speelt. Hij verruilde in januari 2015 Atalanta Bergamo voor BK Häcken.

## Clubcarrière
Olausson debuteerde in 2011 in het betaald voetbal in het shirt van Örgryte IS. In datzelfde jaar nog verliet hij zijn geboorteland voor Atalanta. Op 18 mei 2014 mocht hij zijn opwachting maken in de laatste wedstrijd van het seizoen 2013/14 in de Italiaanse Serie A, tegen Catania.

## Interlandcarrière
Olausson speelde achttien wedstrijden voor Zweden –17, waarin hij één doelpunt wist te scoren. In 2012 debuteerde hij voor Zweden –19.